# محمد الوادي
محمد الوادي (9 يوليو 1976 -)، ممثل كويتي. بدايته في فيلم إلى متى في عام 1993. كما انه خريج المعهد العالي للفنون المسرحية في قسم إخراج وتمثيل.

## أعماله الفنية

### في التلفزيون
- اللقيطة.
- الاختيار الصعب.
- أحلام لاتعرف الدموع.
- جادة 7.
- واقعي.
- البيت المائل.
- البارونات.
- دي تيوب - برنامج كوميدي.
- سارة.
- نور عيني.
- نور في سماء صافية.
- نوايا.
- عطر الروح.
- غصون في الوحل.
- العاصفة.
- جنة هلي.
- شغف.
- وكأن شيئا لم يكن.
- رد إعتبار.
- كيد الحريم.
- نفس الحنين.
- جمعنا الهوى.
- حياتي المثالية.
- مجاريح.
- جنى تصعد المنصة.

### من الأفلام
- إلى متى.
- الخطر معهم 4.

## روابط خارجية
- محمد الوادي على موقع قاعدة بيانات الأفلام العربية